# Basavarajapura, Krishnarajanagara
Basavarajapura là một làng thuộc tehsil Krishnarajanagara, huyện Mysore, bang Karnataka, Ấn Độ.